# Unie van Erfurt

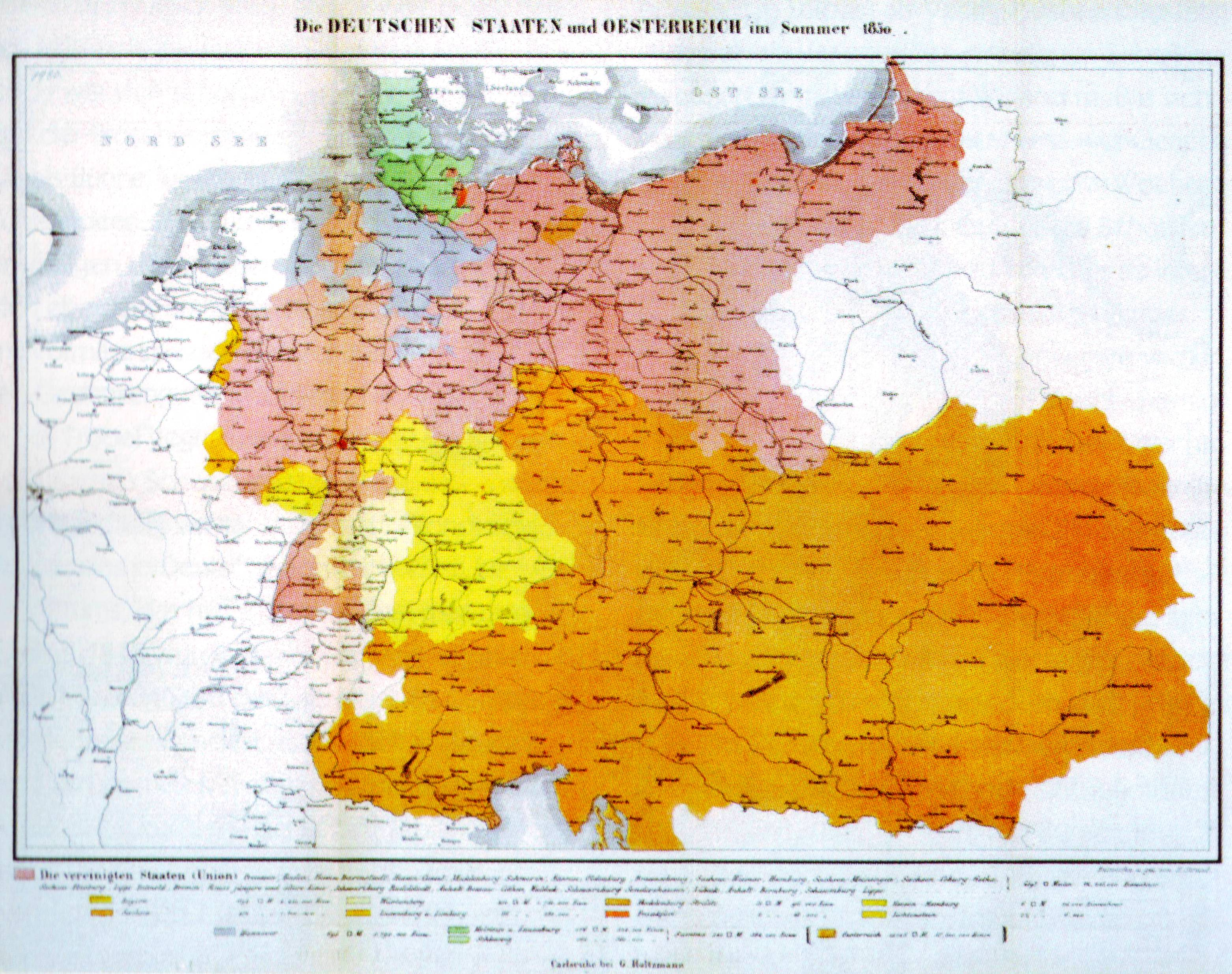
Landkaart van ongeveer begin 1850. De staten van de Unie zijn er in roze.

Herfstcrisis van 1850.
Unie van Erfurt
Rest van de Duitse Bond

De Unie van Erfurt of Duitse Unie was een poging van Pruisen in 1849/50 om de Duitse Confederatie te vervangen door een Duitse natiestaat. Terwijl Pruisen de revolutie van 1848/49 nog aan het onderdrukken was, nodigde het in mei 1849 andere Duitse staten uit om zich bij deze federale staat aan te sluiten (via het Verbond van de Drie Koningen). De ontwerpgrondwet van Erfurt was een conservatieve versie van de Rijksgrondwet van Frankfurt en gaf de vorsten een belangrijkere rol.
Oorspronkelijk was deze poging tot eenwording bedoeld om een federale staat met de naam "Duits Rijk" op te richten. Omdat belangrijke leden zoals Hannover en Saksen het project in de loop der maanden de rug toekeerden, werd de op te richten natiestaat in februari 1850 omgedoopt tot "Unie". Historici noemen het de "Unie van Erfurt" omdat het parlement van de Unie van Erfurt in de Pruisische stad Erfurt bij elkaar kwam.
Het Unieparlement vergaderde in maart en april 1850 en nam de ontwerpgrondwet aan, waarmee de grondwet als overeengekomen werd erkend. Liberale amendementen werden slechts aan de regeringen aanbevolen. Pruisen zette zijn Unieproject echter deels halfhartig voort, omdat hoogconservatieven in de Pruisische regering de ontwerpgrondwet nog steeds te liberaal vonden. Uiteindelijk was Pruisen vooral geïnteresseerd in het verkrijgen van macht voor zichzelf. Een unie was een mogelijke manier om dit te bereiken, maar geen doel op zich.
In mei 1850 stemden slechts twaalf uniestaten (van de oorspronkelijke 26) ermee in om de uniegrondwet als geldig te erkennen. In de herfstcrisis van 1850 moest Pruisen onder Oostenrijks-Russische druk uiteindelijk zijn uniepolitiek opgeven. De Duitse Confederatie werd in de zomer van 1851 in zijn oude vorm gereactiveerd.